# Charles Wyss
Pour les articles homonymes, voir Wyss.
Charles Wyss, dit Charly Wyss, est un footballeur international suisse né le 24 octobre 1893 et mort le 27 août 1964. Il joue au poste de défenseur central.

## Biographie
Charles Wyss joue pour le club suisse de l'Étoile La Chaux-de-Fonds à partir de 1913. Parallèlement, il dispute trois matchs avec l'équipe de Suisse de football en 1913, 1914 puis 1917. Après avoir notamment remporté le championnat de Suisse 1918-1919 avec Étoile La Chaux-de-Fonds, il rejoint en 1920 le Servette de Genève l'espace d'une saison. 
Il est ensuite recruté par le RC Strasbourg en 1921, étant alors la première vedette étrangère du club. Peu après sa signature, le RCS engage également son frère Paul Wyss. Charles dispute cinq saisons sous les couleurs strasbourgeoises en tant qu'amateur, remportant le championnat d'Alsace en 1923 puis en 1924. Il retourne ensuite au club de l'Étoile La Chaux-de-Fonds.

## Palmarès
- Suisse
  - 3 sélections entre 1913 et 1917.

- Étoile La Chaux-de-Fonds
  - Championnat de Suisse 1918-1919.

- RC Strasbourg
  - Champion d'Alsace 1922-1923 et 1923-1924.